# Gare de l'avenue de Saint-Ouen
Gare de l'avenue de Saint-Ouen je zrušená železniční stanice v Paříži v 18. obvodu. Nádraží bylo v provozu v letech 1863–1934. Budova se nachází na adrese 128, avenue de Saint-Ouen a slouží ke kulturním účelům.

## Lokace
Nádraží se nachází na severozápadě 18. obvodu na křižovatce Avenue de Saint-Ouen, Rue Belliard a Rue Leibniz. Stavba byla vybudována na mostě nad kolejištěm tratě Petite Ceinture, které procházelo pod širým nebem od východu a na západě se nořilo do tunelu.

## Historie
Nádraží bylo pro cestující otevřeno 16. listopadu 1863 a 16. května 1889 bylo přestavěno. Tak jako celá linka bylo i nádraží uzavřeno pro osobní přepravu 23. července 1934. Staniční budova byla následně využívána ke komerčním účelům. V roce 2017 zde vzniklo kulturní centrum Le Hasard Ludique.

## Galerie

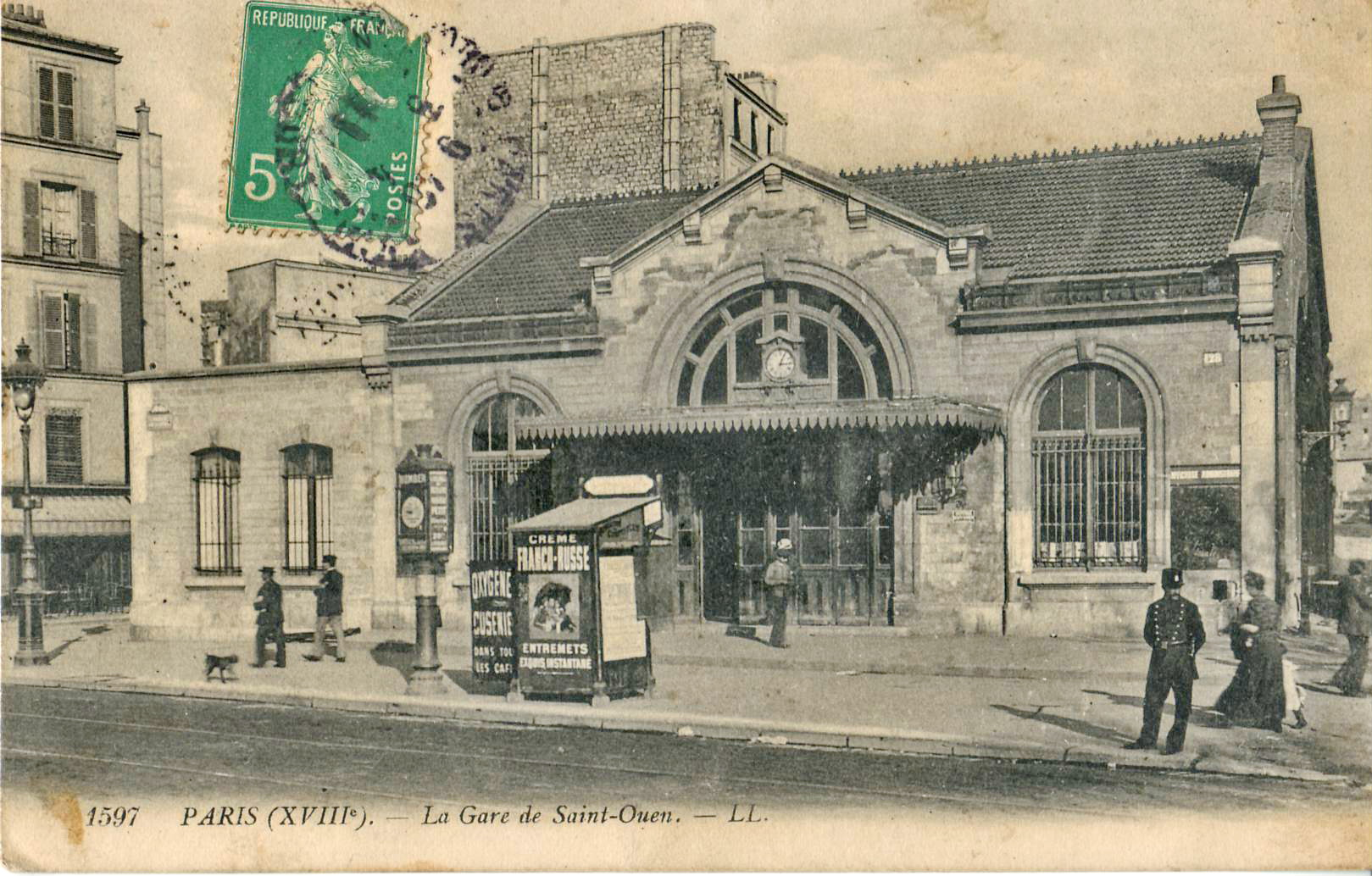
Historický pohled na nádraží
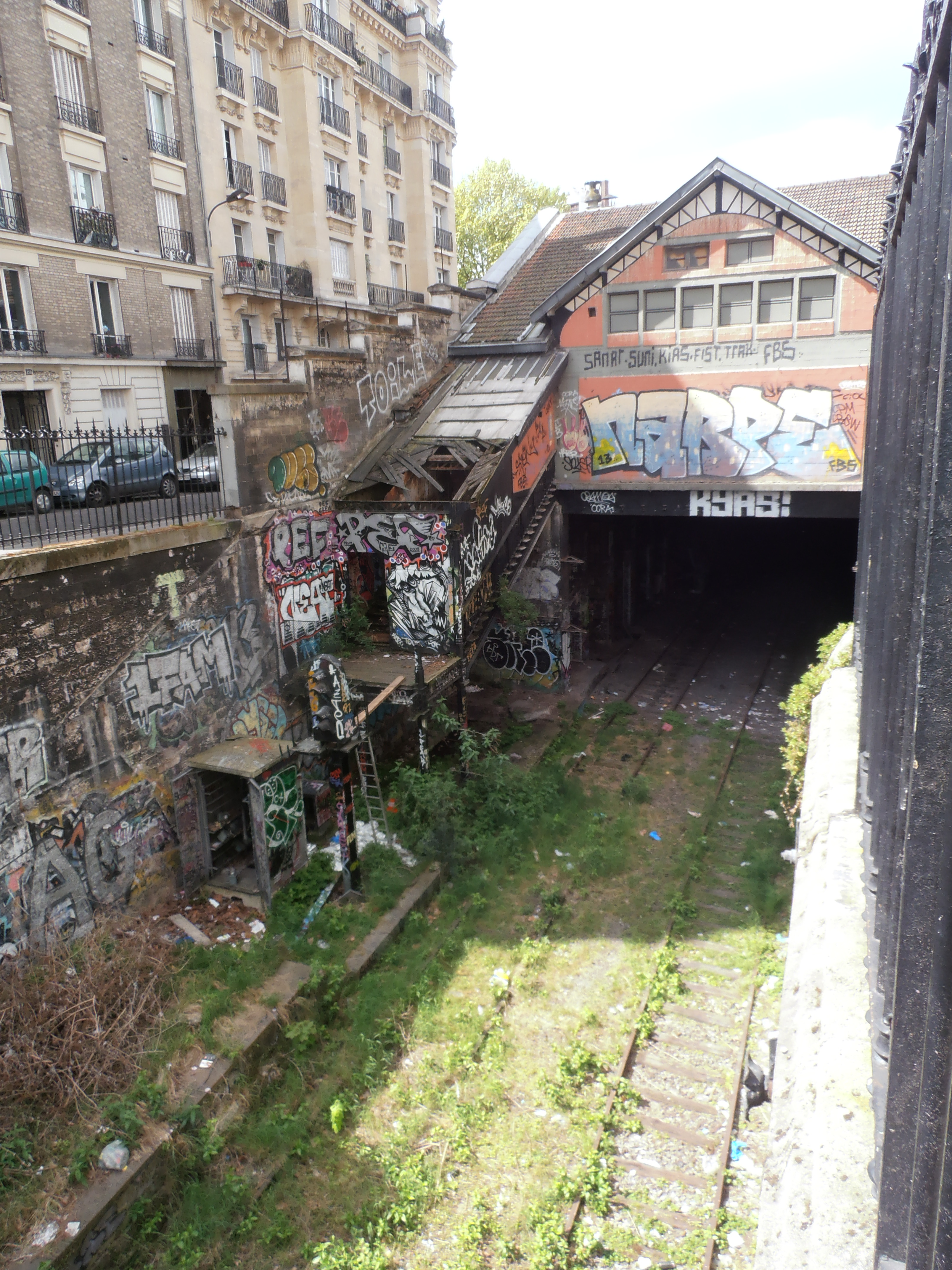
Zadní strana nádraží před rekonstrukcí
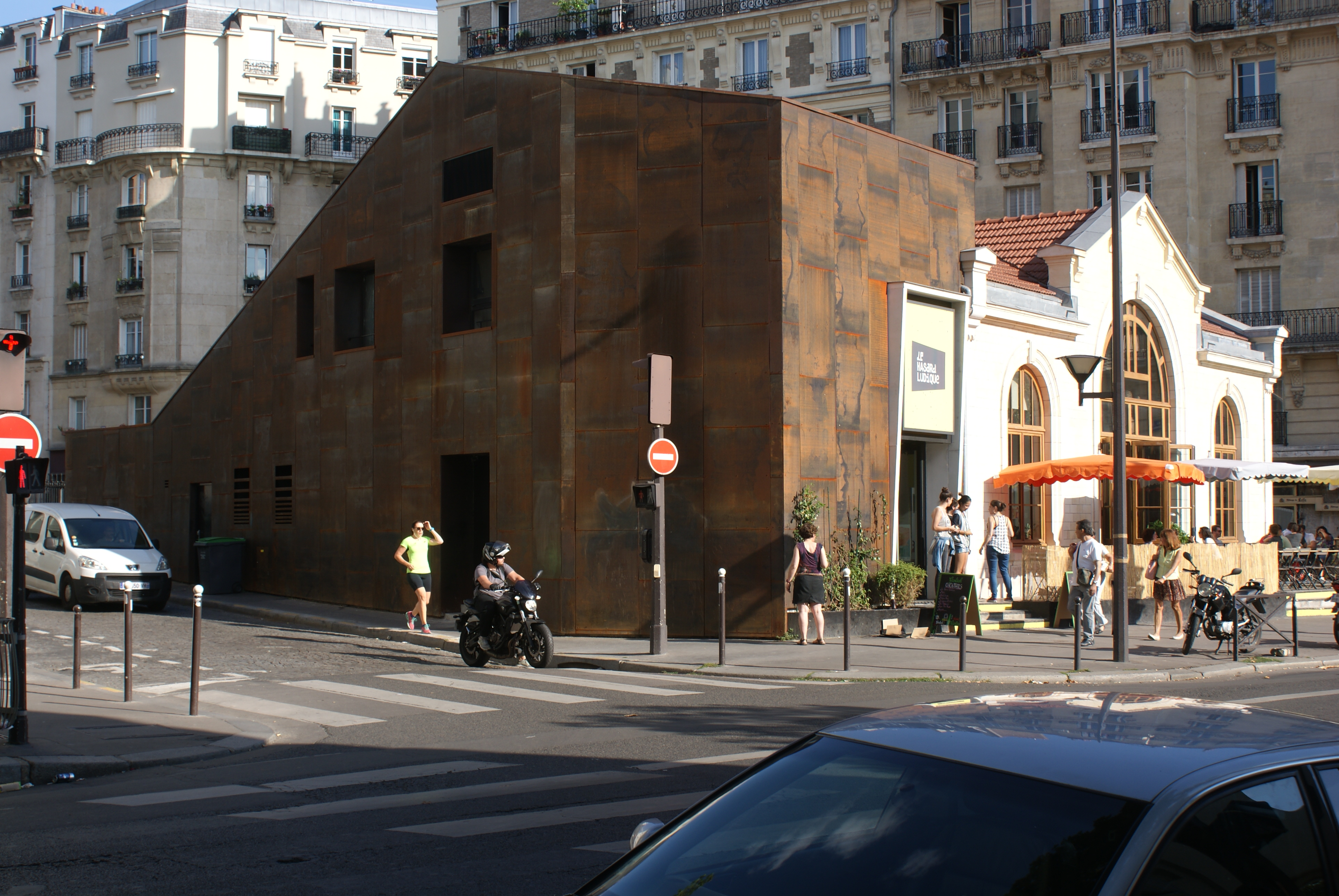
Moderní přístavba v přední části
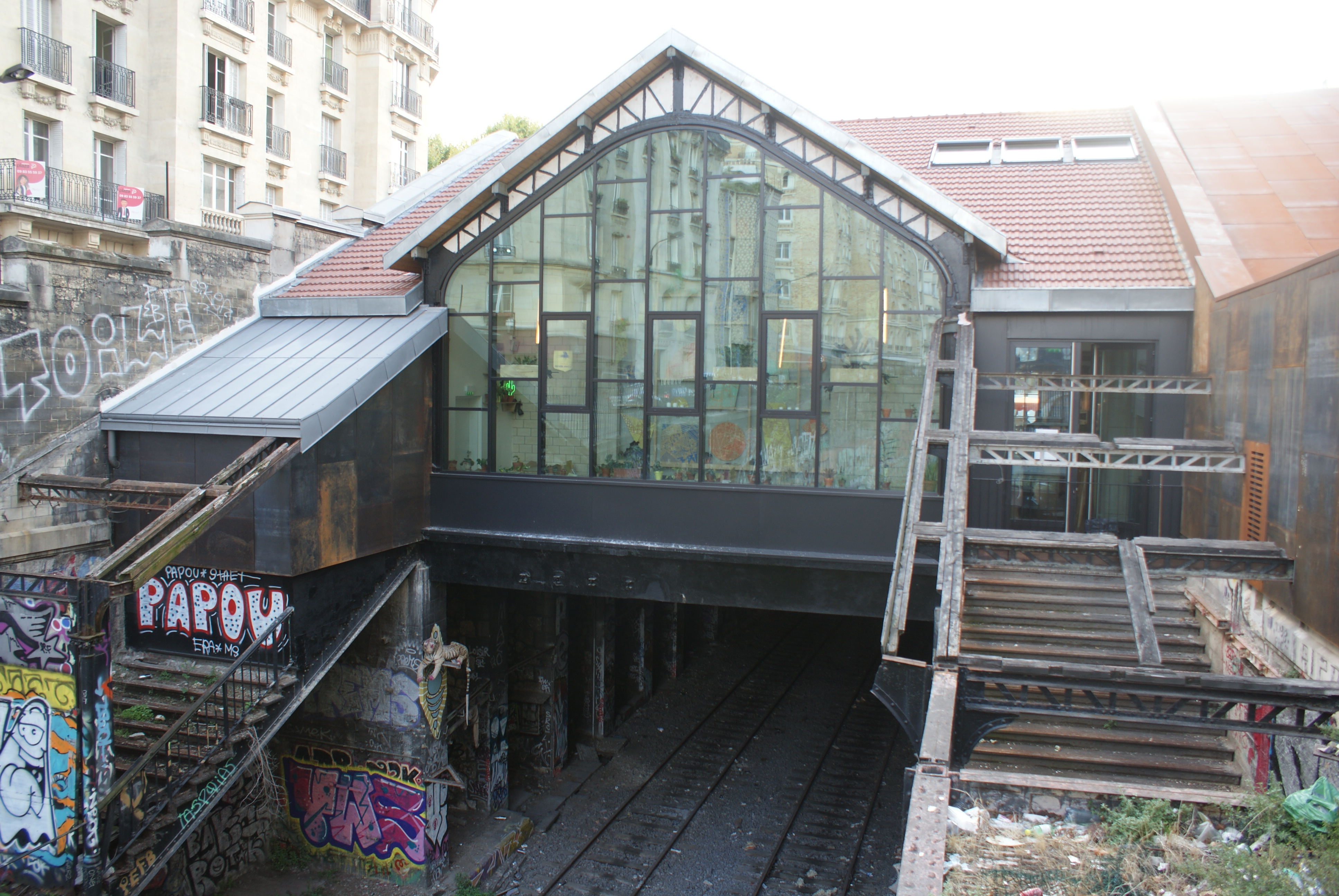
Moderní přístavba v zadní části